# Roberto Vittori
Roberto Vittori, född 15 oktober 1964 i Italien, är en italiensk astronaut som tillhör ESA. Genom sin flygning med Endeavour i maj 2011 blev han den siste icke amerikan att flyga med en rymdfärja.

## Rymdfärder
- Sojuz TM-34 - Sojuz TM-33 (25 april-5 maj 2002)
- Sojuz TMA-6 - Sojuz TMA-5 (15 april-24 april 2005)
- Endeavour - STS-134 (16 maj-1 juni 2011)